# Senec (město)
Senec (maďarsky Szenc, německy Wartberg) je okresní město ležící v Bratislavském kraji na Slovensku.

## Historie
První písemná zmínka o městě je z roku 1252. V roce 1908 byl postaven parní mlýn. V letech 1957–1958 bylo vybudováno sídliště Kollárova ulice, Náměstí 1. máje. V letech 1968–1969 sídliště Svätoplukova ulice, 1978–1980 sídliště Západ, Juhozápad, 1987–1988 sídliště Stred a 2000–2002 sídliště Tehelňa.

## Poloha
Senec se nachází na jihozápadě Slovenska, 25 km východně od Bratislavy. Město leží v nadmořské výšce asi 121 až 160 m n. m. a rozkládá se na rozhraní Podunajské roviny a pahorkatiny. Zcela se kryje 15 km vzdáleným pohořím Malé Karpaty.

## Části města
- Senec-město
- Svätý Martin
- Červený Majer
- Horný Dvor
- Slnečné jazerá

## Doprava
Železniční stanice Senec na trati Štúrovo – Bratislava hl. st. je v provozu od jejího otevření 18. prosince 1850. Osobními a zrychlenými vlaky jakož i rychlíky má Senec spojení např. s městy Bratislava, Galanta, Nové Zámky, Štúrovo, Komárno, Levice, Zvolen, Banská Bystrica, Malacky, Kúty.
Přes žst. Bratislava hl. st. jsou zabezpečena dobrá spojení i do různých částí České republiky. Železniční stanice je však obyvateli města málo využívaná – nachází se sice jen 20 m od vchodu na Slnečné jazerá – Juh, avšak daleko od sídlišť, jejichž obyvatelé by potřebovali vybudovat zastávku o cca 1 200 m blíže k Bratislavě.[zdroj⁠?!]
Severním okrajem města přechází dálnice D1 Bratislava – Žilina.
Nedaleko také leží bratislavské Letiště Milana Rastislava Štefánika.

## Vodstvo
- Vodní toky – Čierna voda.
- Vodní plochy – Slnečné jazerá, Hlboké jazero (Guláška), Strieborné jazero (Baňa), Kévecstó,

## Partnerská města
- Parndorf, Rakousko
- Senj, Chorvatsko
- Mosonmagyaróvár, Maďarsko

## Památky

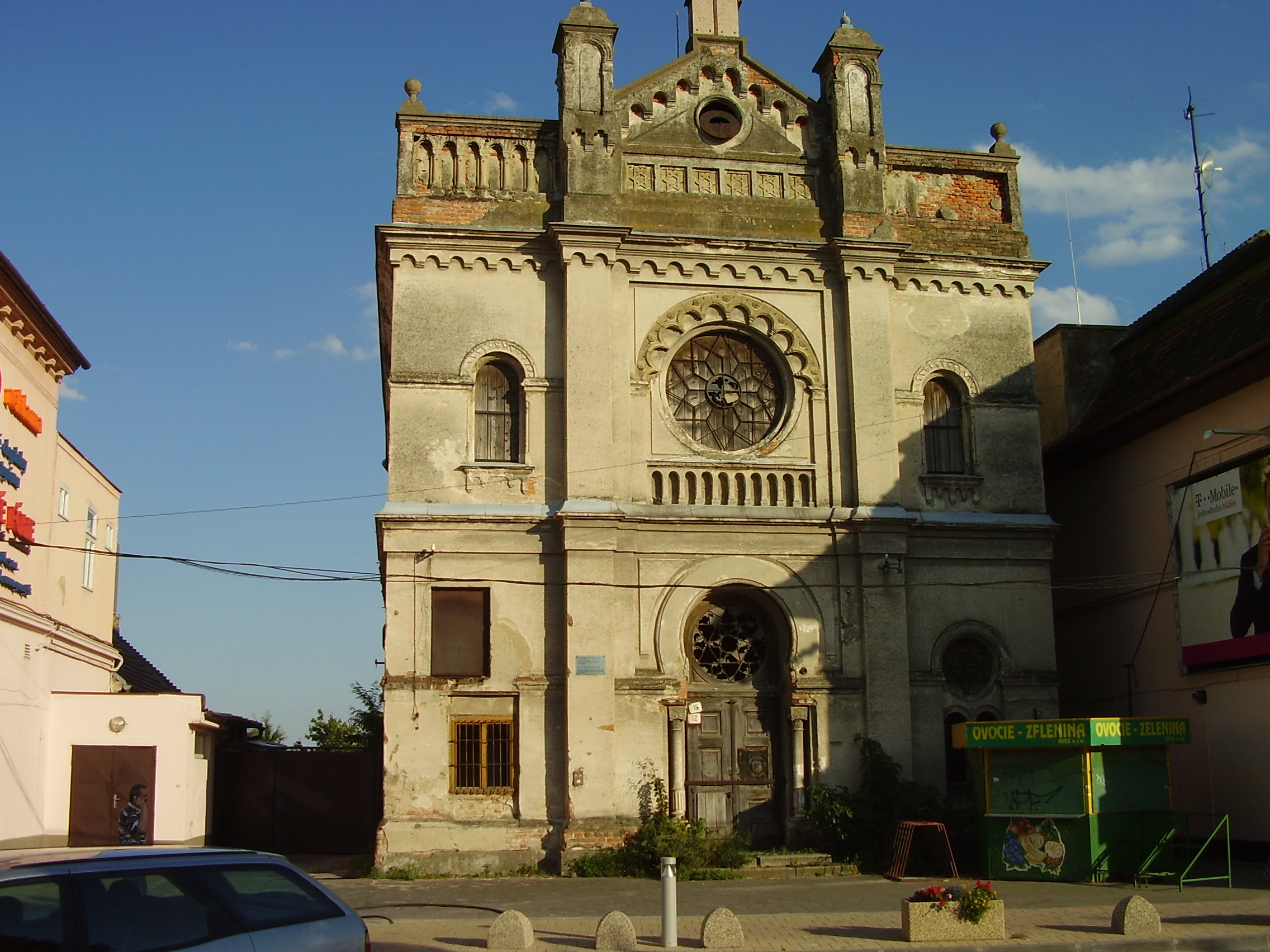
Synagoga

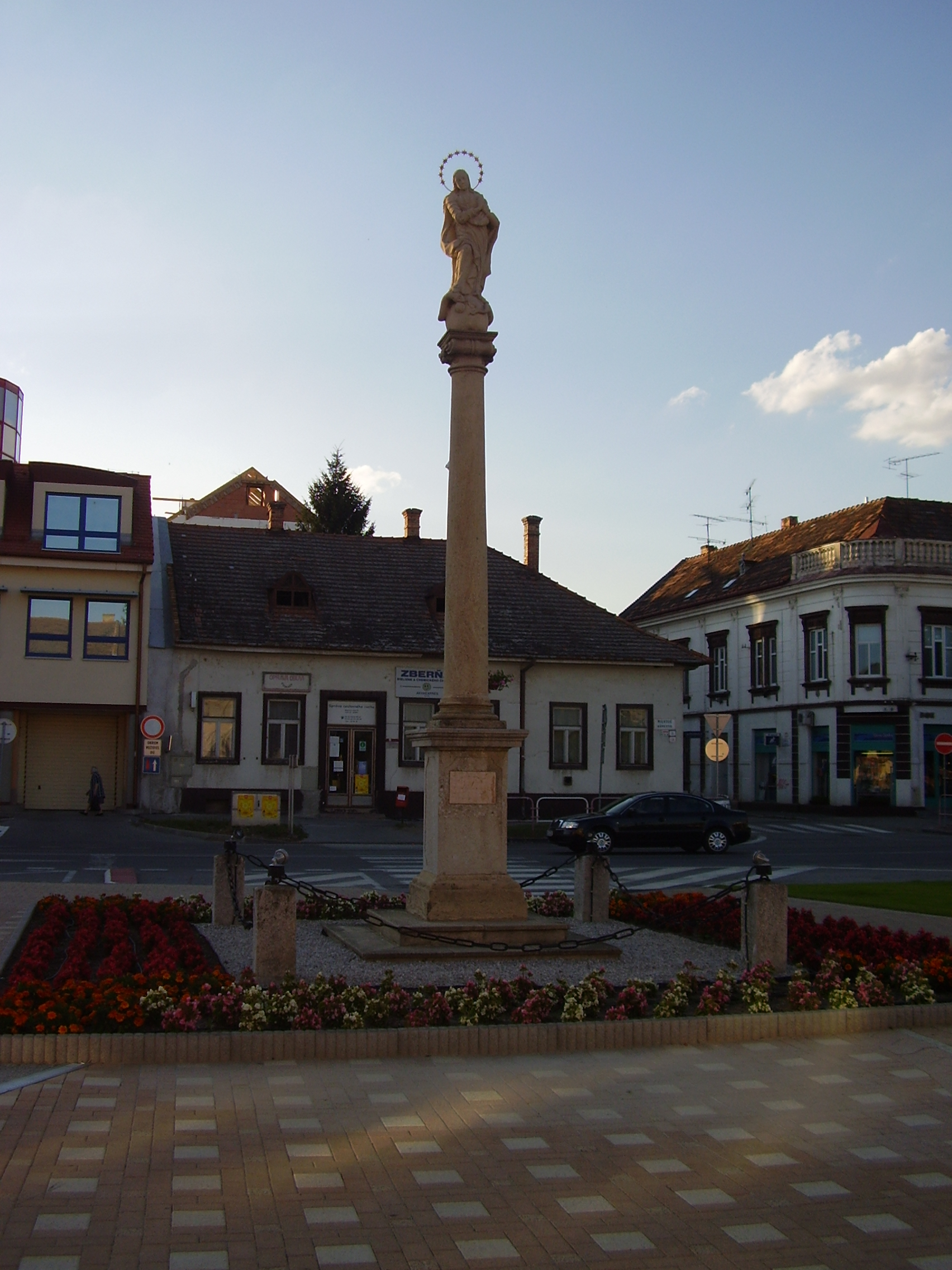
Senec

- Turecký dům – původní renesanční stavba z roku 1556.
- Římskokatolický kostel sv. Mikuláše – gotická stavba z roku 1326.
- Synagoga – postavená v roce 1907.
- Pranýř – renesanční stavba z roku 1552.
- Památník I. a II. světové války – vyhotoven budapešťským sochařem, na něm mramorové tabule se jmény padlých.
- Dům smutku – stavba z konce 19. století.
- Hrobka Poórovcov – novorománská stavba s věží a sochou Panny Marie z konce 19. století.
- Socha sv. Urbana – barokní socha z 18. století.
- Barokní měšťanský dům – dvojpodlažní stavba z 2. třetiny 18. století.
- Městský úřad - stavba z roku 1931.
- Hasičská zbrojnice – dům z 2. poloviny 19. století, počítá se s přestavbou na městské muzeum.
- Evangelický kostel – funkcionalistická stavba z roku 1952.
- Velký Stift – sloužil jako nápravný ústav pro ženy, poté jako škola a kasárna. Založila jej Marie Terezie.

## Významné osobnosti
- Ivan Dobrakov – matematik
- François Kollar – fotograf
- Ján Lichner – politik
- Ján Popluhár – fotbalista
- Martina Ostatníková – zpěvačka